# Arsenito de potássio
O arsenito de potássio (KAsO 2 ) é um composto inorgânico que existe em duas formas, meta-arsenito de potássio (KAsO2 ) e orto-arsenito de potássio (K 3 AsO 3 ). É composto de íons de arsenito (AsO3 3− ou AsO 2 − ) com arsênio sempre existindo no estado de oxidação +3 e potássio existindo no estado de oxidação +1. Como muitos outros compostos contendo arsênico, o arsenito de potássio é altamente tóxico e cancerígeno para os seres humanos. O arsenito de potássio forma a base da solução de Fowler, que foi historicamente usada como tônico medicinal, mas devido à sua natureza tóxica seu uso foi descontinuado.   O arsenito de potássio ainda é, no entanto, usado como raticida. 

## Estrutura
As duas formas únicas de arsenito de potássio podem ser atribuídas ao número diferente de átomos de oxigênio. O meta-arsenito de potássio (KAsO2 ) contém dois átomos de oxigênio, um dos quais está ligado ao átomo de arsênico por meio de uma ligação dupla. Por outro lado, o orto-arsenito de potássio (K3 AsO 3 ) consiste em três átomos de oxigênio, todos ligados ao átomo de arsênico por meio de ligações simples. Em cada um desses casos, o arsênio existe no estado de oxidação +3 e é conhecido como arsenito, daí o nome único que se refere a duas estruturas diferentes.  Além disso, as formas meta e orto do arsenito de potássio têm propriedades idênticas.

## Propriedades
O arsenito de potássio é um sal inorgânico que existe como um sólido branco inodoro. É altamente solúvel em água e apenas ligeiramente solúvel em álcool. As soluções de arsenito de potássio contêm concentrações moderadas de hidróxido e, portanto, são levemente básicas (pH).  Embora o arsenito de potássio não seja combustível, o aquecimento resulta em sua decomposição e na formação de vapores tóxicos que incluem arsina, óxidos de arsênico e óxidos de potássio . O arsenito de potássio também reage com ácidos para produzir gás arsina tóxico. 

## Preparação
Arsenito de potássio aquoso, mais conhecido como solução de Fowler, é preparado aquecendo o  trióxido de arsênio (As 2 O 3 ) com hidróxido de potássio (KOH) na presença de água.   A reação é mostrada abaixo
Como 2 O 3 (aq) + 2 KOH (aq) → 2 KAsO 2 (aq) + H 2 O

## Usos
No século XVIII, o médico inglês Thomas Fowler (1736–1801)  utilizou uma solução de arsenito de potássio chamada solução de Fowler para tratar várias condições, incluindo anemia, reumatismo, psoríase, eczema, dermatite, asma, cólera e sífilis . Além disso, em 1865, os usos potenciais do arsenito de potássio preparado como solução de Fowler foram usados como o primeiro agente quimioterápico para tratar a leucemia, porém os efeitos quimioterápicos foram apenas temporários. Surpreendentemente, esse uso específico foi inspirado pelo papel do arsenito de potássio em melhorar a digestão e produzir uma pelagem mais lisa em cavalos.   O arsenito de potássio também é um componente inorgânico chave de certos raticidas, inseticidas e herbicidas. Além disso, seu papel como inseticida também o tornou um ótimo conservante de madeira; no entanto, a solubilidade e toxicidade tornavam-no um potencial fator de risco para o meio ambiente.  

## Efeitos na saúde
A toxicidade do arsenito de potássio decorre da alta afinidade do arsênico pelos grupos sulfidrila. A formação dessas ligações arsenito-enxofre prejudica a funcionalidade de certas enzimas, como glutationa redutase, glutationa peroxidases, tioredoxina redutase e tioredoxina peroxidase. Essas enzimas estão intimamente associadas à defesa dos radicais livres e ao metabolismo do piruvato. Assim, a exposição ao arsenito de potássio e outros compostos contendo arsenito resulta na produção de radicais livres de oxigênio prejudiciais e na parada do metabolismo celular. 
Além disso, compostos contendo arsenito também foram considerados como cancerígenos. A carcinogenicidade do arsenito de potássio decorre de sua capacidade de inibir o reparo e a metilação do DNA. Esse comprometimento do funcionamento celular pode levar ao câncer porque as células não podem mais reparar ou interromper mutações e o resultado é um tumor.  Todas essas condições mostram a natureza perigosa do arsenito de potássio e outros compostos contendo arsenito. Isso é evidenciado por um LD 50 de 14 mg/kg para ratos e um TDL de 74 mg/kg para humanos. 